# Real Cuerpo de Bomberos Voluntarios de Santander
El Real Cuerpo de Bomberos Voluntarios de Santander, conocidos simplemente como Bomberos Voluntarios, es un cuerpo de bomberos creado en 1894 en la ciudad de Santander (Cantabria). Es uno de los dos servicios contraincendios con los que cuenta la ciudad, junto a los bomberos del Ayuntamiento (Servicio de Extinción de Incendios y Salvamento de Santander).

## Origen

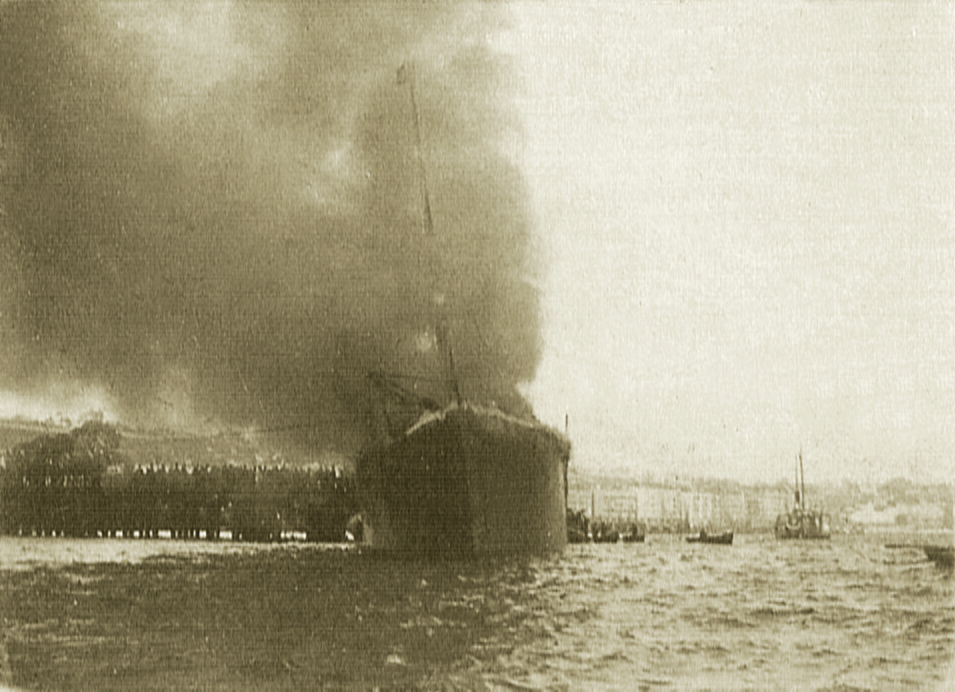
El vapor Cabo Machichaco durante el incendio en los muelles de Santander; su posterior explosión ocasionaría más de 500 muertos y 2000 heridos, y la creación de los Bomberos Voluntarios de Santander.

Los primeros guardias contra el fuego en Santander datan de 1535. El primer cuerpo de bomberos moderno, la Compañía de Artilleros-Bomberos, data de 1834.
El origen de los Bomberos Voluntarios se encuentra sesenta años más tarde. El 3 de noviembre de 1893 se produjo la explosión del vapor Cabo Machichaco, en la que fallecieron más de 500 personas (entre ellas casi la mitad de los bomberos de la ciudad), además de producirse más de 2000 heridos. Como consecuencia de esta catástrofe el Ayuntamiento reorganizó el Servicio Municipal contra Incendios (que además de las pérdidas personales, también perdió la única bomba de vapor de que disponía). Por su parte, una iniciativa popular permite la formación del Cuerpo de Bomberos Voluntarios de Santander, el primero de su clase en la península, el 10 de octubre de 1894. En 1901 obtuvo el título de Real por parte del rey Alfonso XIII.
En febrero de 1941 participaron durante dos días en la extinción del Incendio de Santander, junto a bomberos de Bilbao, Burgos, Gijón, Madrid, Oviedo, Palencia, San Sebastián, Torrelavega, Valladolid y Vitoria. El bombero madrileño Julián Sánchez García fue la única víctima mortal de esta tragedia.

## Actualidad
El Real Cuerpo de Bomberos Voluntarios de Santander, sin ser un servicio municipal, colabora en la extinción de incendios en el municipio, en colaboración con el Ayuntamiento. Por ello, el consistorio santanderino dota al cuerpo con una subvención anual.
La sede de este cuerpo de bomberos está situada en la céntrica plaza de Numancia de la capital cántabra. El parque de bomberos, inaugurado en 1905, es obra del arquitecto Valentín Ramón Lavín Casalís. En la actualidad la plantilla en activo cuenta con veintiún voluntarios, 3 autobombas y 2 vehículos 4x4.